# Constellationprogramma

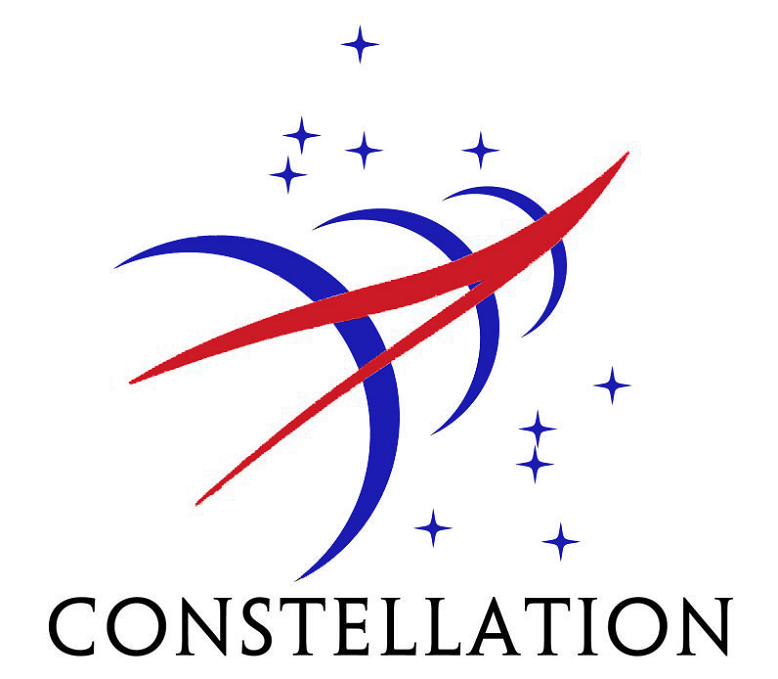
Logo van het Constellationprogramma

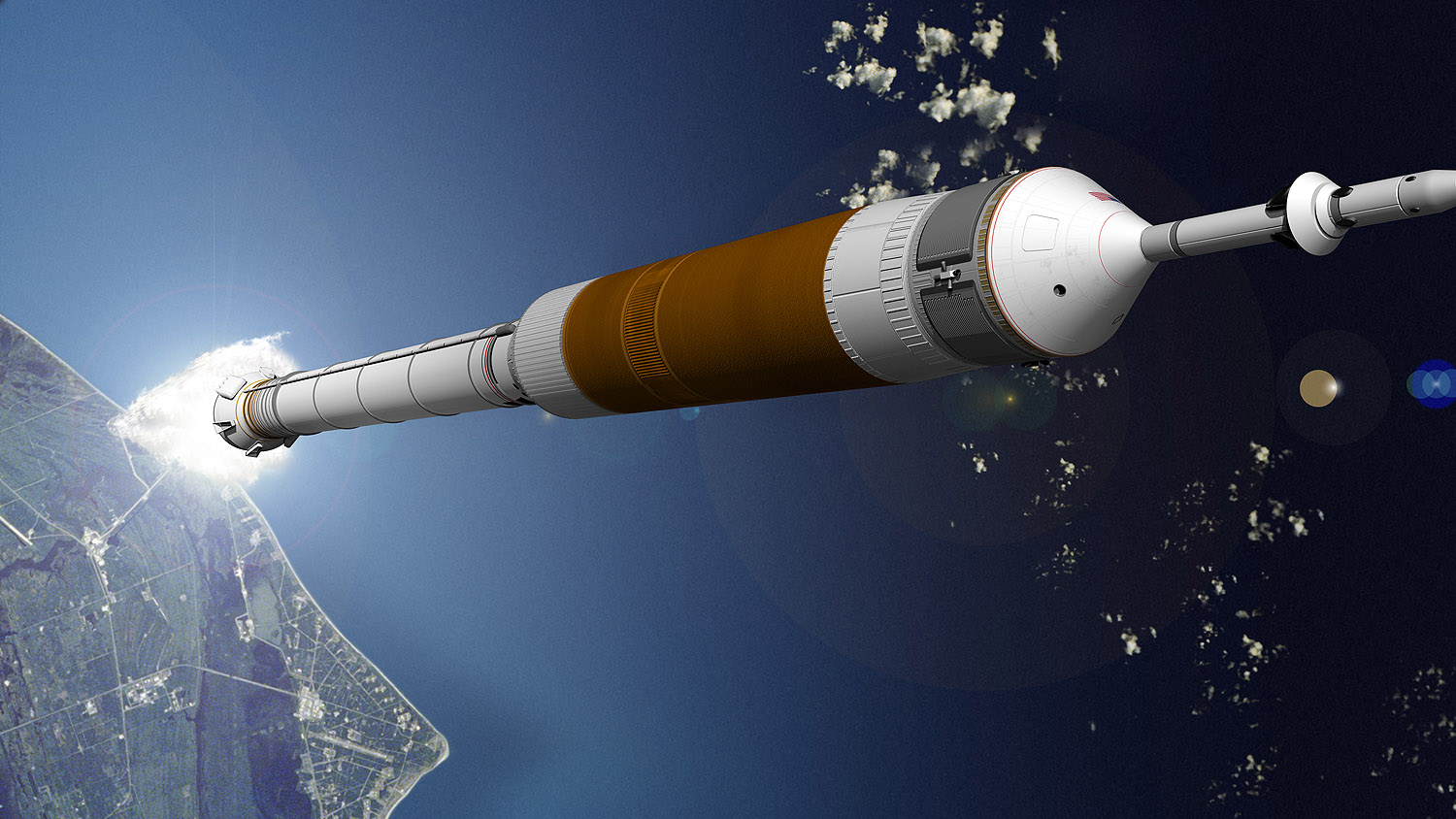
Ontwerp van de Ares I-draagraket met daarop de Orion-ruimtecapsule, terwijl ze de aardse atmosfeer verlaten.

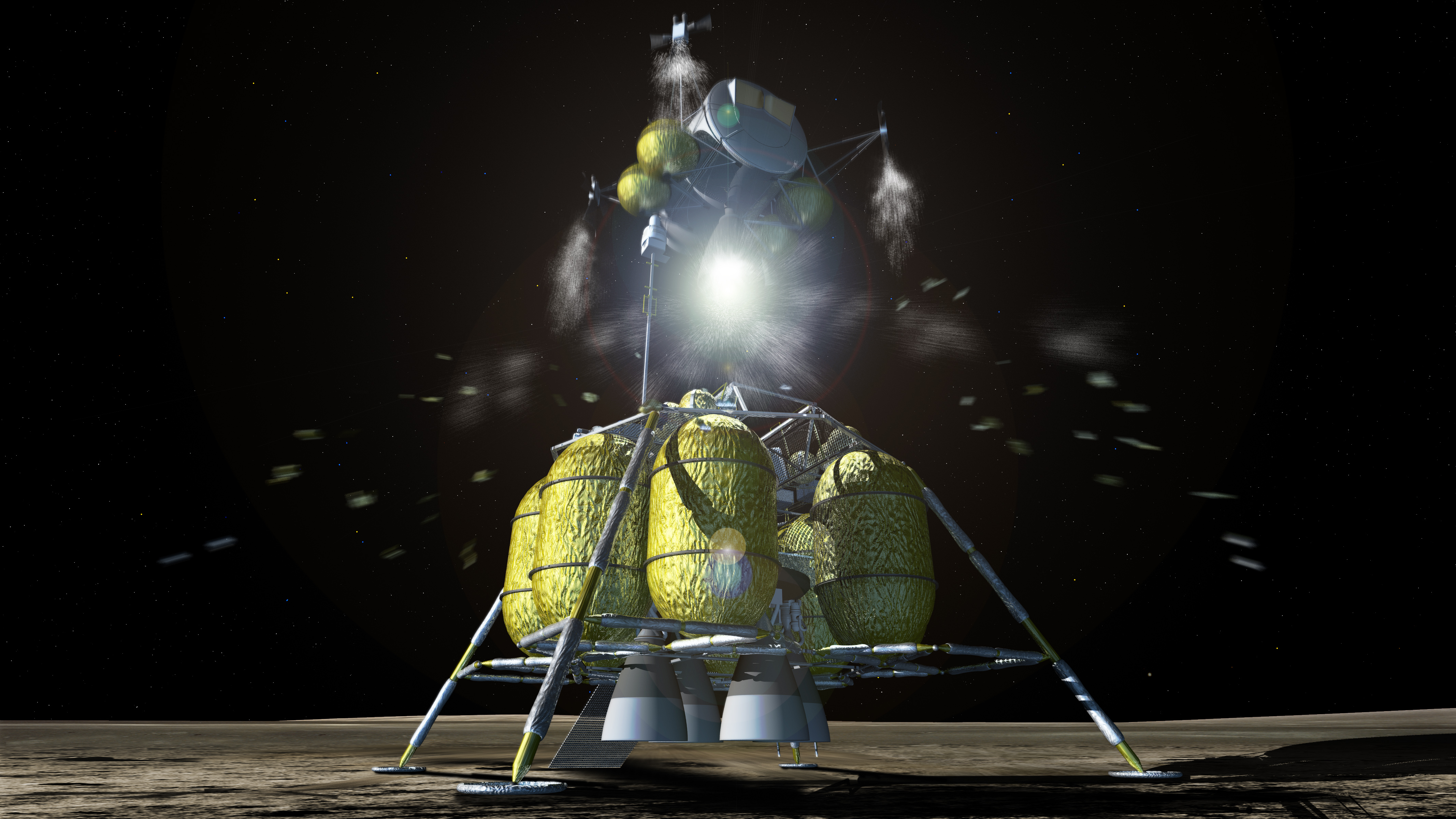
Altair

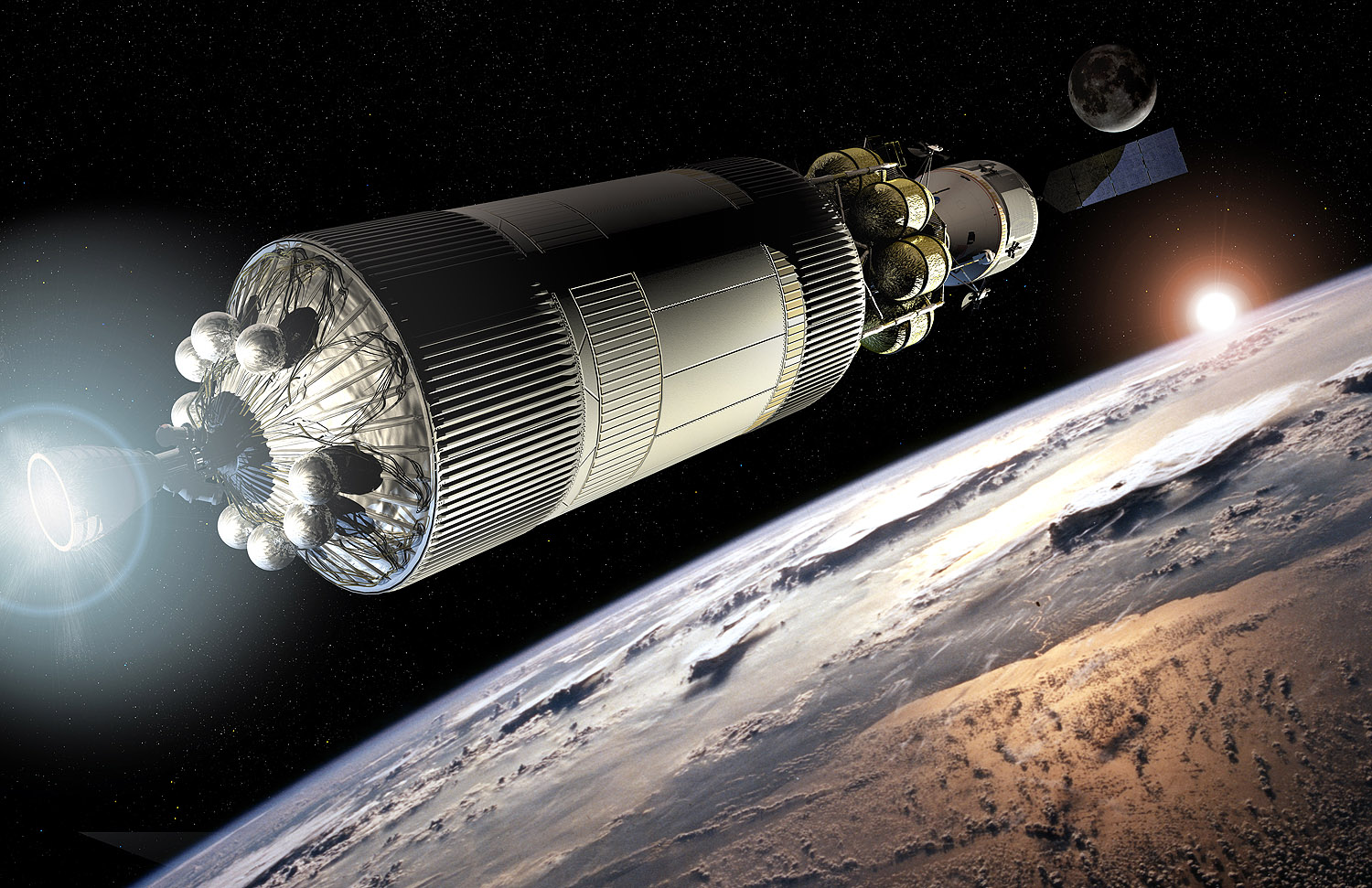
De rakettrap van de Ares V die bedoeld was om de aarde te verlaten

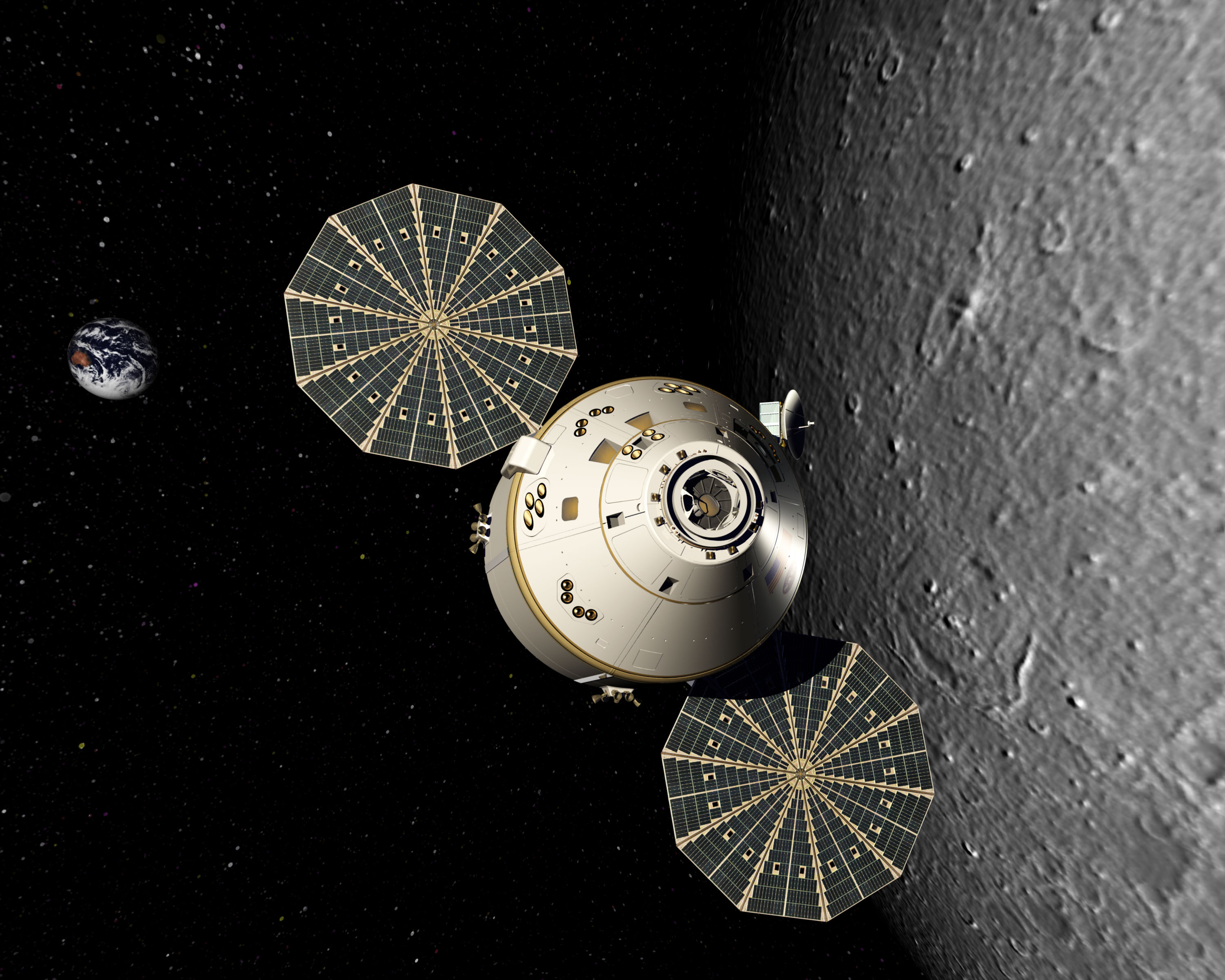
Artistieke afbeelding van het Orion-ruimteschip in een baan om de maan

Constellationprogramma was een programma van de Amerikaanse ruimtevaartorganisatie NASA.

## Doelstellingen
Het programma had de volgende doelen:
- Het Internationaal ruimtestation ISS in afgeslankte vorm afbouwen
- De Space Shuttle veilig laten vliegen tot 2010
- De Crew Exploration Vehicle (CEV) ofwel de Orion ontwikkelen en in de vaart nemen vóór 2014
- Terugkeren naar de Maan vóór 2020
- De aanwezigheid van de mens uitbreiden naar de rest van het zonnestelsel
- Een ondersteunend en betaalbaar bemand en onbemand programma
- Het ontwikkelen van ondersteunende vernieuwende technologie, kennis en infrastructuur
- Het promoten van deelname van commerciële en internationale partners

De projectdoelen werden gepresenteerd door president George W. Bush op 14 januari 2004, en vervolgens goedgekeurd door het Amerikaanse Congres als de NASA Authorization Act van 2005.

## Het ongeluk met de Columbia
Op 1 februari 2003 kwam NASA opnieuw in een crisis toen de Spaceshuttle Columbia opbrandde in de atmosfeer. Dit was na de ramp met de Challenger in 1986 het tweede fatale ongeluk van een Spaceshuttle. De betrouwbaarheid van het systeem werd steeds meer in twijfel getrokken. NASA stond in toenemende mate aan kritiek bloot, mede ook omdat ze na het ISS geen duidelijke plannen had.

## Return to flight
Met de lancering van Spaceshuttle Discovery op 26 juli 2005 werd de draad weer opgepakt en verdergegaan met de bouw van het ISS. Door allerlei factoren die te maken hadden met meteorologische omstandigheden en onderdelen van shuttles die plots mankementen vertoonden, kwam het vluchtschema echter onder hoge druk te staan. Om die redenen was het ISS in 2010 nog niet klaar.

## Orion
Omdat het met de Spaceshuttle onmogelijk is om naar de maan te vliegen, heeft NASA, om de nieuwe doelstellingen te halen, een nieuw ruimteschip nodig. Enkele grote Amerikaanse lucht- en ruimtevaartbedrijven hebben voorstellen ingediend voor "Orion", zoals het nieuwe ruimteschip genoemd wordt. In 2006 werd het ontwerp van Lockheed Martin gekozen.
Orion moest in eerste instantie de mogelijkheid hebben bemanning en vracht naar het ISS te brengen. Ze zou ook met een aangekoppelde rakettrap en lander naar de maan kunnen vliegen en later dienst kunnen doen als basisonderdeel voor een ruimteschip met als einddoel Mars. Het ontwerp van Orion, met uitzondering van het gebruik van de nieuwste technologie op het gebied van computers, elektronica, levensondersteuning, voortstuwing en hittebescherming, leunt sterk tegen het Apolloprogramma aan. Het betreft een capsule die, net als vroeger, met gebruikmaking van een hitteschild, bij afdaling door de dampkring van de aarde wordt afgeremd, en landt met parachutes op zee.

#### Orion na Constellation
Na het afblazen van project Constellation is de ontwikkeling van Orion als enige project uit het Constellationprogramma doorgezet. Vluchten naar het ISS of de maan waren toen geen doel meer. Vluchten naar planetoïden (na 2021) en naar Mars (na 2030) werden tijdens de regeerperiode van Obama het doel. Onder Trump werd de maan weer het primaire doel van Orion als voorbereiding voor vluchten naar Mars. President Biden continueerde dit plan genaamd Artemisprogramma. De eerder voor het Constellationprogramma bedachte servicemodule werd vervangen door de European Service Module, die ESA ontwikkelde en is gebaseerd op de servicemodule van het ATV.
In 2014 maakte een test-uitvoering van Orion met succes een eerste onbemande proefvlucht (EFT-1); na twee ronden rond de aarde landde de capsule op de geplande plaats op zee. Een completere versie vloog in 2022 enkele malen om de Maan en keerde daarna terug (Artemis I).

## Ares I en V
Voor de bedachte missies waren ook nieuwe raketten nodig: een voor de lancering van de Orion, de Ares I, en een voor de lancering van een maanlander en materialen voor een maanbasis tot voedsel en water voor een toekomstige nederzetting op een andere planeet, de Ares V.
De ontwikkeling van de Ares I was al gestart in 2006. De eerste testvlucht werd uitgevoerd op 28 oktober 2009 door de Ares I-X.
De daarop volgende testvlucht, Ares I-Y, stond voor september 2013 op het programma, maar ging niet meer door na het afblazen van Project Constellation in 2010. De ontwikkeling van de Ares V sneuvelde om diezelfde reden in de ontwerpfase.

## Annulering en nasleep
President Barack Obama heeft in 2010 voorgesteld delen van het project te annuleren wegens veel te hoge kosten. Op 15 april 2010 tekende Obama de NASA Authorization Act 2010 waardoor op 11 oktober 2010 een einde kwam aan het programma.
Uiteindelijk werd de ontwikkeling van de Orioncapsule doorgezet. De Ares I en Ares V werden geannuleerd. Voor missies naar een lage baan om de Aarde (Low Earth Orbit) worden voortaan commerciële bedrijven gecontracteerd in de 'Commercial Resupply Services' en 'commercial crew' programma's; voor 'deep space' missies besloot men het Space Launch System te ontwikkelen, dat door gebruik te maken van bestaande technieken en overgebleven onderdelen van de Spaceshuttle een stuk goedkoper had moeten worden dan de geannuleerde Ares V raket die volledig nieuw ontwikkeld moest worden.